# Corte de Peleas
Corte de Peleas là một đô thị ở tỉnh Badajoz, cộng đồng tự trị Extremadura, Tây Ban Nha. Theo điều tra dân số 2004 của Viện thống kê Tây Ban Nha (INE), đô thị này có dân số là 1316 người. Diện tích đô thị này là 42,3 ki-lô-mét vuông. Đô thị này nằm ở độ cao 280 m trên mực nước biển.